# Giacinto Ghia
Giacinto Ghia (Torino, 18 settembre 1887 – Torino, 21 febbraio 1944) è stato un imprenditore e carrozziere italiano, fondatore della Carrozzeria Ghia.

## Biografia
Iniziò la sua carriera in campo automobilistico come collaudatore della Rapid e della Diatto; con una vettura di quest'ultima casa, nel 1915, ebbe un incidente nel quale riportò gravi ferite.
Nel 1918 costituì a Torino la Carrozzeria Ghia & Gariglio, in partecipazione finanziaria con gli eredi del fondatore della celeberrima azienda dolciaria Moriondo & Gariglio che, un paio d'anni prima, avevano ceduto alla FIAT una buona metà dell'area, ovvero 64.275 mq sulla quale fu edificato il Lingotto. Con simili "padrini" la clientela fu subito numerosa, tanto che l'opificio dovette essere spostato, tre anni più tardi, nei nuovi e più spaziosi locali al civico numero 4 dell'allora corso del Valentino, poi diventato corso Guglielmo Marconi.
Morì per infarto, durante la seconda guerra mondiale, programmando i lavori di ricostruzione della sua fabbrica che era stata completamente distrutta, nel 1943, dai bombardamenti delle forze alleate.
Per sua espressa volontà la Carrozzeria Ghia venne affidata al cognato Giorgio Alberti e all'amico e collaboratore Mario Felice Boano.